# 인디 일레븐
인디 일레븐(Indy Eleven)은 미국 인디애나주 인디애나폴리스를 연고지로 하는 프로 축구팀으로 북미 사커 리그에 2014년도부터 참가했다가 2018년 1월 10일 북미 사커 리그를 탈퇴했으며 현재는 USL 챔피언십에 소속되어 있다.

## 역대 홈경기장
| 경기장        | 사용기간    | 장소                      | 팀명        | 비고 |
| ------------- | ----------- | ------------------------- | ----------- | ---- |
| 캐롤 스타디움 | 2014년~현재 | 인디애나주 인디애나폴리스 | 인디 일레븐 | 빈칸 |

## 선수 명단

### 현역
참고: FIFA 자격 규정에 따라 소속된 국가대표팀 국기를 표시합니다. 선수는 복수의 FIFA 비회원국 국적을 가지고 있을 수 있습니다.
| 번호 | 포지션 | 국적       | 이름                |
| ---- | ------ | ---------- | ------------------- |
| 1    | GK     |            | 야닉 웨틀           |
| 2    | DF     | 아일랜드   | 조쉬 오브라이언     |
| 5    | DF     | 잉글랜드   | 칼럼 채프먼 페이지  |
| 8    | MF     | 스코틀랜드 | 잭 블레이크         |
| 9    | FW     | 시에라리온 | 어거스틴 윌리엄스   |
| 13   | FW     | 우루과이   | 세바스티안 구엔자티 |
| 15   | DF     | 쿠바       | 아드리안 디즈       |
| 16   | MF     | 잉글랜드   | 로렌스 우튼         |
| 18   | FW     | 뉴질랜드   | 엘리엇 콜리어       |
| 21   | MF     | 아일랜드   | 에단 오브라이언     |
| 34   | MF     |            | 맥스 슈나이더       |
| 42   | FW     | 온두라스   | 더글라스 마르티네스 |
| 44   | DF     | 잉글랜드   | 맥컬리 킹           |

| 번호 | 포지션 | 국적 | 이름 |
| ---- | ------ | ---- | ---- |

## 역대 감독
| 감독      | 임기        |
| --------- | ----------- |
| 마틴 레니 | 2018 ~ 2021 |